# Francesco Vastarini
Francesco Vastarini (L'Aquila, 19 febbraio 1566 – L'Aquila, 6 settembre 1641) è stato un religioso, filosofo, scrittore e maestro di scherma italiano.

## Biografia
Esponente di una nota famiglia abruzzese, nacque all'Aquila nel 1566; in giovane età fu un grande studioso nonché maestro di scherma, quindi, alla morte della madre, decise di entrare nell'ordine dei frati minori cappuccini. Viene citato anche come Francesco Ficetola o Francesco dell'Aquila.
Era dotato di una brillante vocazione predicatoria che lo portò sino alla corte di papa Urbano VIII. Venne pubblicamente lodato anche dal duca di Osuna, che gli propose il vescovato di Pozzuoli, e dal granduca di Toscana, che gli propose quello di Fiesole, ma in entrambi i casi il Vastarini rifiutò.
Nella prima metà del XVII secolo si prodigò per aprire una sede dei cappuccini nella sua città natale, colpito dalla morte di un suo confratello che il medico non era riuscito a soccorrere nell'allora sede di San Giuseppe fuori le mura. Nel 1606 acquistò un vasto terreno sul margine orientale della cinta muraria e nel 1610 vi costruì il convento e la chiesa di San Michele, ancora oggi esistenti seppur inglobati nel complesso monumentale dell'Emiciclo.
Nella sua ultima parte di vita fu inoltre camerlengo dell'Aquila. Morì nella propria città natale nel 1641.